# بوكيمون رامبل بلاست
بوكيمون رامبل بلاست (بالإنجليزية: Pokémon Rumble Blast)‏، هي لعبة فيديو من تطوير أمباريلا اليابانية، ومن نشر ذا بوكيمون كومباني، حيث صدرت في الأسواق سنة 2011، وتعمل للمنصة الحصرية نينتندو 3دي إس المحمولة. 

## المواقع الخارجية
- الموقع الرسمي باليابانية
- الموقع الرسمي بالانكليزية